# Ludkauszczyna
Ludkauszczyna (biał. Людкаўшчына; ros. Людковщина, Ludkowszczina) – wieś na Białorusi, w obwodzie witebskim, w rejonie orszańskim, w sielsowiecie Wysokaje, przy drodze magistralnej M1.